# Protichneumon pisorius

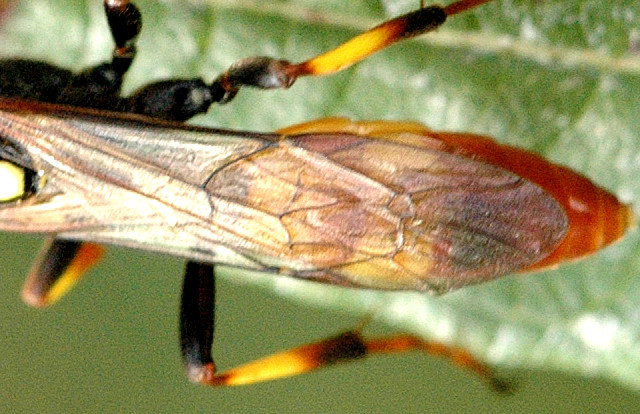
Die Flügel in Ruhestellung von oben betrachtet

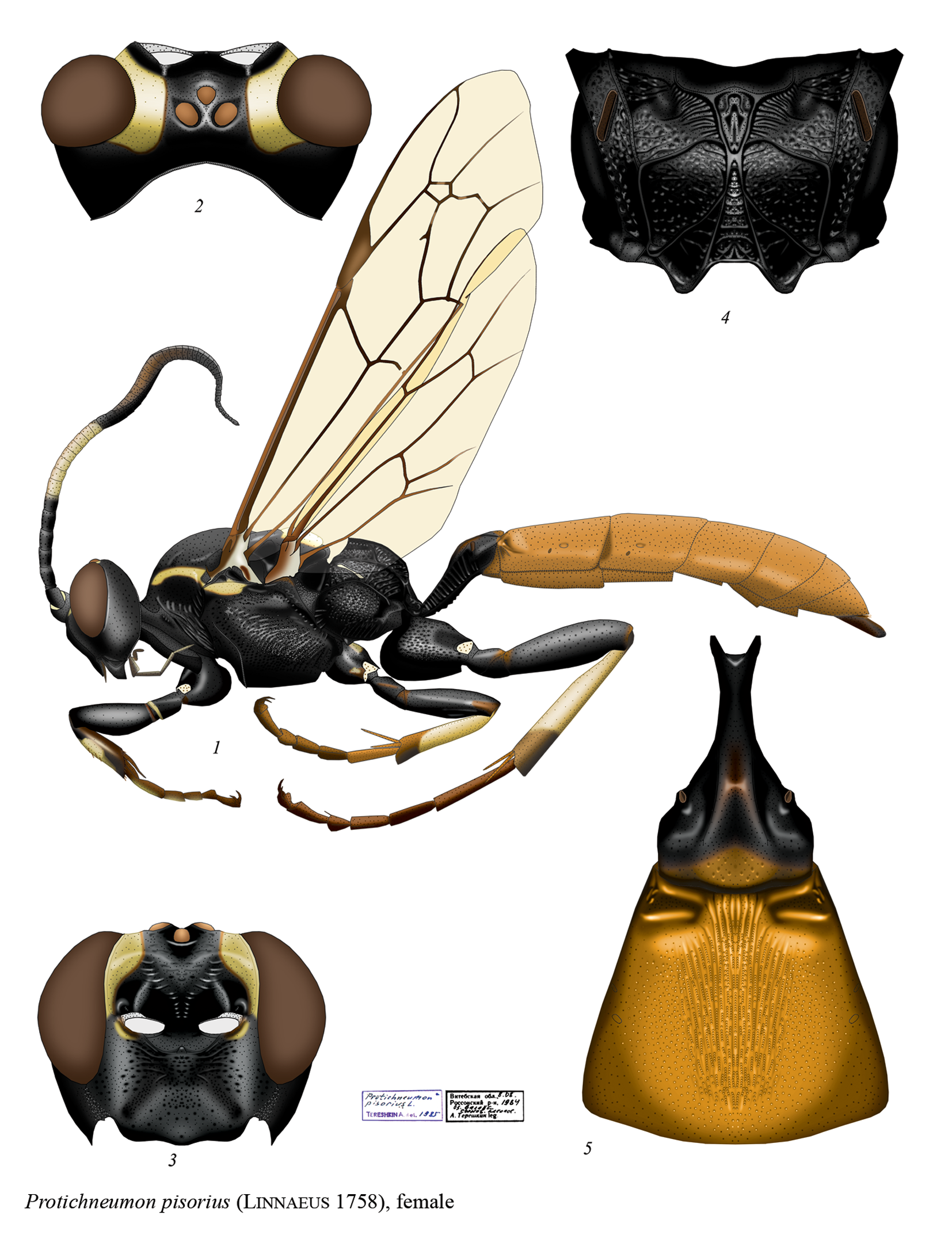
Grafiken verschiedener Körperteile der Art

Die im Deutschen gelegentlich als Riesenschlupfwespe bezeichnete Art Protichneumon pisorius ist eine Art der zu den Hautflüglern gehörenden Schlupfwespen und weit über Europa verbreitet. 

## Merkmale
Die Körperlänge beträgt 22–28 mm.
Ähnliche Arten
Die Art sieht Protichneumon fusorius sehr ähnlich, bei dieser Art sind die apikalen Enden der Tibien jedoch nicht rot.

## Verbreitung
Die Art ist weit über Europa verbreitet. Vereinzelte Funde finden sich aus Westeuropa (zentrales Spanien, Bretagne in Frankreich, südliches Wales bis zur Grenze der Midlands und Südengland auf Großbritannien). Davon abgesehen ist die Art eher nördlich und östlich zu finden und lebt vom östlichen Frankreich, Belgien, den Niederlanden, Deutschland und Österreich bis nach Belarus und in die westliche und nördliche Ukraine. Weiter nördlich lebt die Art in Dänemark, im südöstlichsten Norwegen, im südlichen und östlichen Schweden, im Süden Finnlands, in Estland und im nordwestlichen Russland (Beim Onegasee). Eine weitere Verbreitung, vor allem zwischen den genannten Gebieten, ist sehr wahrscheinlich. Aus Indien wurde aus Kaschmir im paläarktischen Nordwesten ebenfalls ein Fund gemeldet. Eine weitere Verbreitung der Art und Gattung erscheint daher wahrscheinlich.

## Lebensweise
Die Art fliegt von Mai bi September auf erblühten Dolden der Gattungen Heracleum, Daucus und anderen. Die Larve parasitiert Schmetterlingsraupen, in der Regel Eulenfalter (Noctuidae), aber nicht selten auch Schwärmer (Sphingidae), z. B. Sphinx pinastri, Smerinthus ocellatus und andere.
Die meisten Nachweise der Art gelangen zwischen Juni und November.

## Systematik
Die Art wurde 1758 von Carl von Linné unter dem Namen Ichneumon pisorius erstbeschrieben. Weitere Synonyme lauten:
- Protichneumon dorsoniger Roman, 1910
- Protichneumon fugatorius (Panzer, 1804)
- Protichneumon kawayuensis Uchida, 1956
- Protichneumon lentorius (Panzer, 1799)
- Protichneumon mediofulvus (Berthoumieu, 1894)
- Protichneumon multipictus (Berthoumieu, 1894)
- Protichneumon punctolineatus Constantineanu, 1954
- Protichneumon towadensis (Matsumura, 1912)